# ناسازه‌ماهی‌ها
ناسازه‌ماهی‌ها (نام علمی: Indostomus) نام یک سرده از راسته مارماهی‌سانان باتلاقی است.